# نيقولا الثاني إمبراطور روسيا
نيقولا الثاني (بالروسية: Николай II, Николай Александрович Романов، نسخ الروسية: نيكولاي الثاني، نيكولاي ألكسندروفيتش رومانوف)(18 مايو [ن.ق. 6 مايو] 1868، تسارسكوي سيلو (بوشكين حاليًا)، سانت بطرسبرغ - 17 يوليو 1918، ييكاتيرينبرغ)، آخر أباطرة روسيا، وملك بولندا (اسميًا)، والدوق الأكبر لفنلندا، استمر حكمه لروسيا من 1 نوفمبر [ن.ق. 20 أكتوبر] 1894 عند وفاة والده الإمبراطور ألكسندر الثالث، وحتى 15 مارس [ن.ق. 2 مارس] 1917 حين تنازل عن العرش لأخيه الدوق الأكبر ميخائيل ألكسندروفيتش. ينتسب إلى عائلة رومانوف الإمبراطورية. كان لقبه الرسمي المختصر هو نيقولا الثاني، إمبراطور وأوتوقراط كل الروسيات ويكنيه الروس الأرثوذكس بالقديس نيقولا حامل العاطفة وكثيرًا ما يُكنى بالقديس نيقولا الشهيد، ولقبه معارضوه نيقولا الدامي. حاز رتبة (عقيد) منذ 1892، بالإضافة إلى ذلك، نال رتبًا عسكرية من ملك المملكة المتحدة وهي: أدميرال بالأسطول (11 يونيو [ن.ق. 28 مايو] 1908)، مشير بالجيش البريطاني (1 يناير 1916 [ن.ق. 18 ديسمبر 1915]).
تميزت إدارة نيقولا الثاني بالتطور الاقتصادي في روسيا، في الوقت الذي زادت فيه التناقضات الاجتماعية والسياسية مع الحركة الثورية التي أشعلت ثورة 1905-1907 وثورة 1917. أما في السياسة الخارجية، فقد تميزت إدارة نيقولا الثاني بالتوسع في الشرق الأقصى، والحرب مع اليابان، كما تعرضت روسيا في عهده إلى هزيمة منكرة حين دمر اليابانيون الأسطول الروسي، مما أثار في البلاد انتفاضة قوية امتلأت بالشيوعية، ولكن نيقولا استنتج رغم فشلها أن عليه القيام بإصلاحات فوافق مباشرة على دعوة المجلس التشريعي الدوما أو البرلمان الروسي، فضلًا عن مشاركة روسيا في الكتل العسكرية للقوى الأوروبية، وفي عام 1914م أدخل روسيا في الحرب العالمية الأولى رغم أن البلاد لم تكن مهيأة لها، فتعرض للكثير من الهزائم، وقد قتل في الأخيرة 3300000 روسيٍ.
قامت الطبقات الوسطى على الفور غاضبة بلا حدود تدعمها مجموعات عديدة تدعو للإصلاح بالمطالبة بتغيير الحكم، فتنازل نيقولا الثاني عن العرش بعد قيام ثورة فبراير 1917 ووُضع وأسرته تحت الإقامة الجبرية في قصر تسارسكوي سيلو. في صيف عام 1917، نقل مع عائلته إلى المنفى في توبولسك بموجب قرار من الحكومة المؤقتة. وفي ربيع عام 1918 نقله البلاشفة إلى مدينة ييكاتيرينبرغ، حيث أُعدموا رميًا بالرصاص في 17 يوليو 1918، إلى جانب أسرته وحاشيته.
بعد 82 عامًا، في 15 أغسطس 2000, أعلنت الكنيسة الأرثوذكسية الروسية عن تقديسه وأسرته بصفتهم حاملي عاطفة، وهو تصنيف للمؤمنين الذين تحملوا المعاناة والموت على أيدي الأعداء السياسيين حسب التقليد المسيحي، وذلك في الكنيسة الأرثوذكسية الروسية داخل روسيا، وفي 1981 مُنحوا صفة الشهداء في الكنيسة الأرثوذكسية الروسية خارج روسيا التي تقع في نيويورك.

## الألقاب والأسماء المستعارة

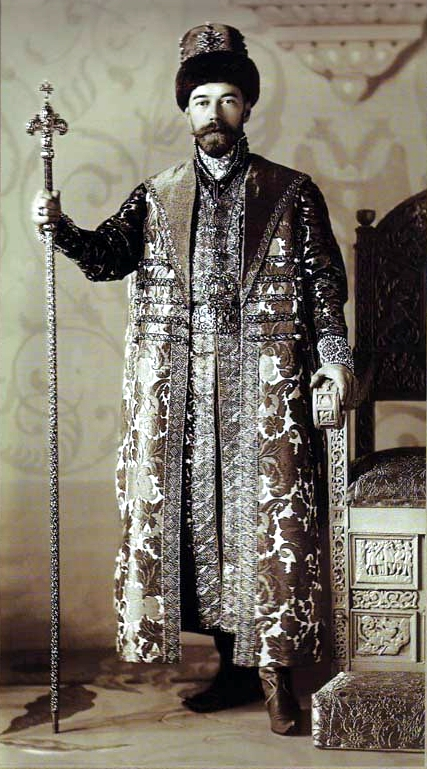
القيصر نيقولا (1903)

منذ ولادته كان لقبه الرسمي صاحب السمو الإمبراطوري (الأمير) الدوق الأكبر نيكولاي ألكساندروفيتش. بعد اغتيال جده الإمبراطور ألكسندر الثاني على يد الشيوعيين في 13 مارس [ن.ق. 1 مارس] 1881, مُنح لقب تسيساريفيتش (بالروسية: Цесаре́вич) وهو لقب يوازي لقب «ولي العهد».
اللقب الكامل لنيقولا الثاني كإمبراطور، على النحو المنصوص عليه في المادة 59 من دستور روسيا لعام 1906 يُقرأ: "بفضل من الرب، نحن نيقولا، إمبراطور وأوتوقراطي كل الروسيات، موسكو، كييف، فلاديمير، نوفغورود، قيصر قازان، قيصر أستراخان، قيصر بولندا، قيصر سيبيريا، قيصر تاوريك تشيرسونيسوس، قيصر جورجيا؛ لورد بسكوف، والأمير الكبير لسمولينسك، ليتوانيا، فولهينيا، بودوليا، وفنلندا؛ أمير إستونيا، ليفونيا، كورلاند، وسيميغاليا، ساموغيتيا، بيلوستوك، كاريليا، تفير، يوغور، بيرم، فياتكا (الاسم السابق لكيروف أوبلاست)، بوغار وغيرها; الحاكم والأمير الكبير لنيجني نوفغورود، تشرنيغوف، ريازان، بولوتسك، روستوف، ياروسلافل، بيلوزيرو، أدريا، أوبدوريا، كونديا، فيتيبسك، مستيسلاف، وحاكم جميع الأقاليم الشمالية; حاكم ولورد إيبريا، كارتالينيا، الأراضي القبردية والإقليم الأرميني: صاحب السيادة الوراثية وحاكم الشركس وأمراء الجبل وغيرهم؛ صاحب سيادة تركستان، وريث النرويج، دوق شليسفيش هولشتاين، ستورمارن، ديتمارن، وأولدينبرغ، وغيرها، وغيرها، وغيرها".
في صدد أحداث خودينكا (1896) وأحداث الأحد الدامي والمذابح المعادية للسامية لقبته المعارضة الراديكالية ب «نيقولا الدامي»، وظهر بهذا اللقب في التاريخ السوفياتي الشعبي. كانت زوجته قصرًا تدعوه «نيكي». أما سكان الجبال القوقازيون، الذين خدموا في الفرقة البرية في الجيش الإمبراطوري الروسي، فقد لقبوه ب «العاهل الأبيض»؛ إظهارًا لاحترامهم وإخلاصهم للإمبراطور الروسي.

## طفولته ونشأته

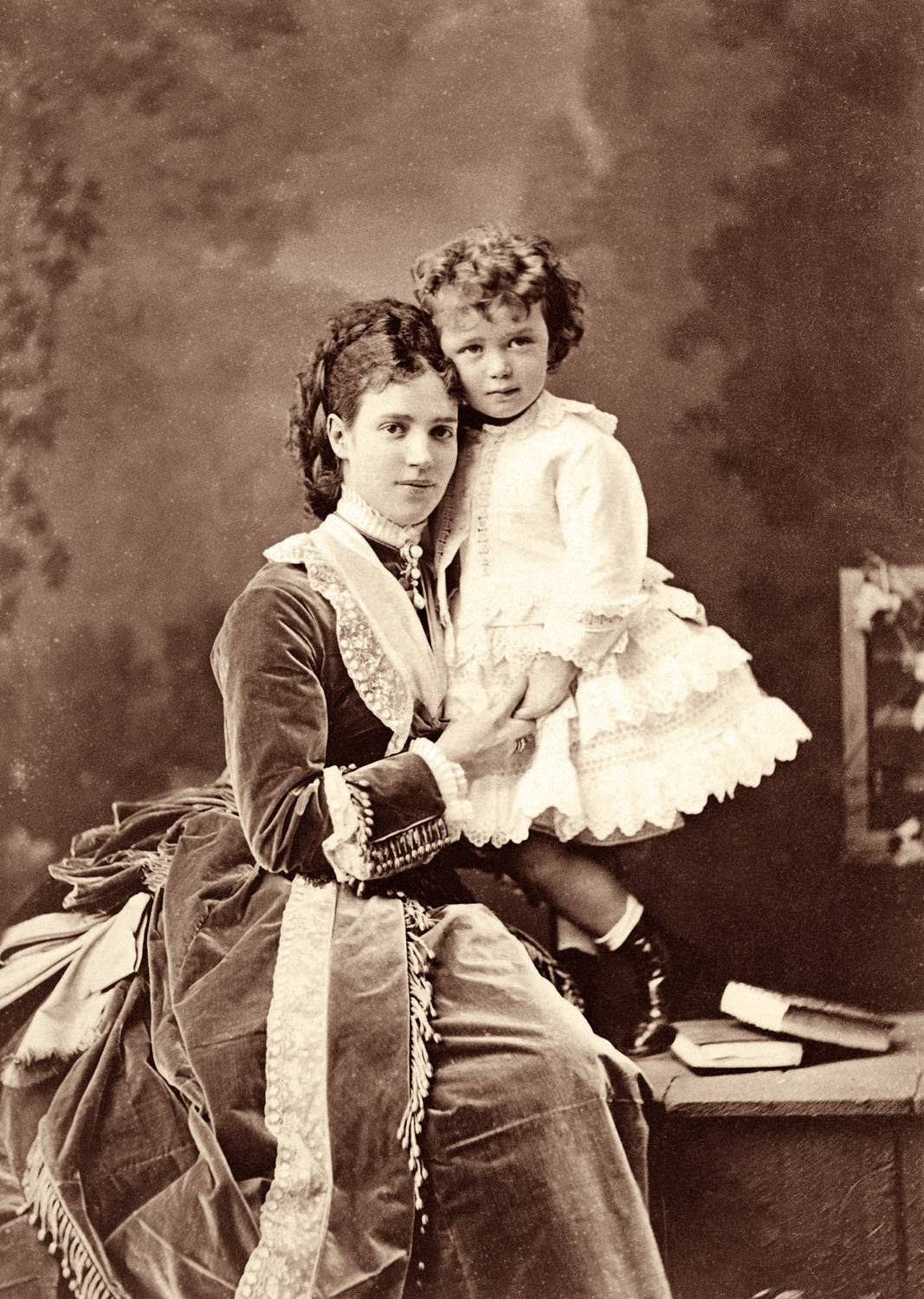
ماريا فيودوروفنا وابنها "نيكي", 1870.

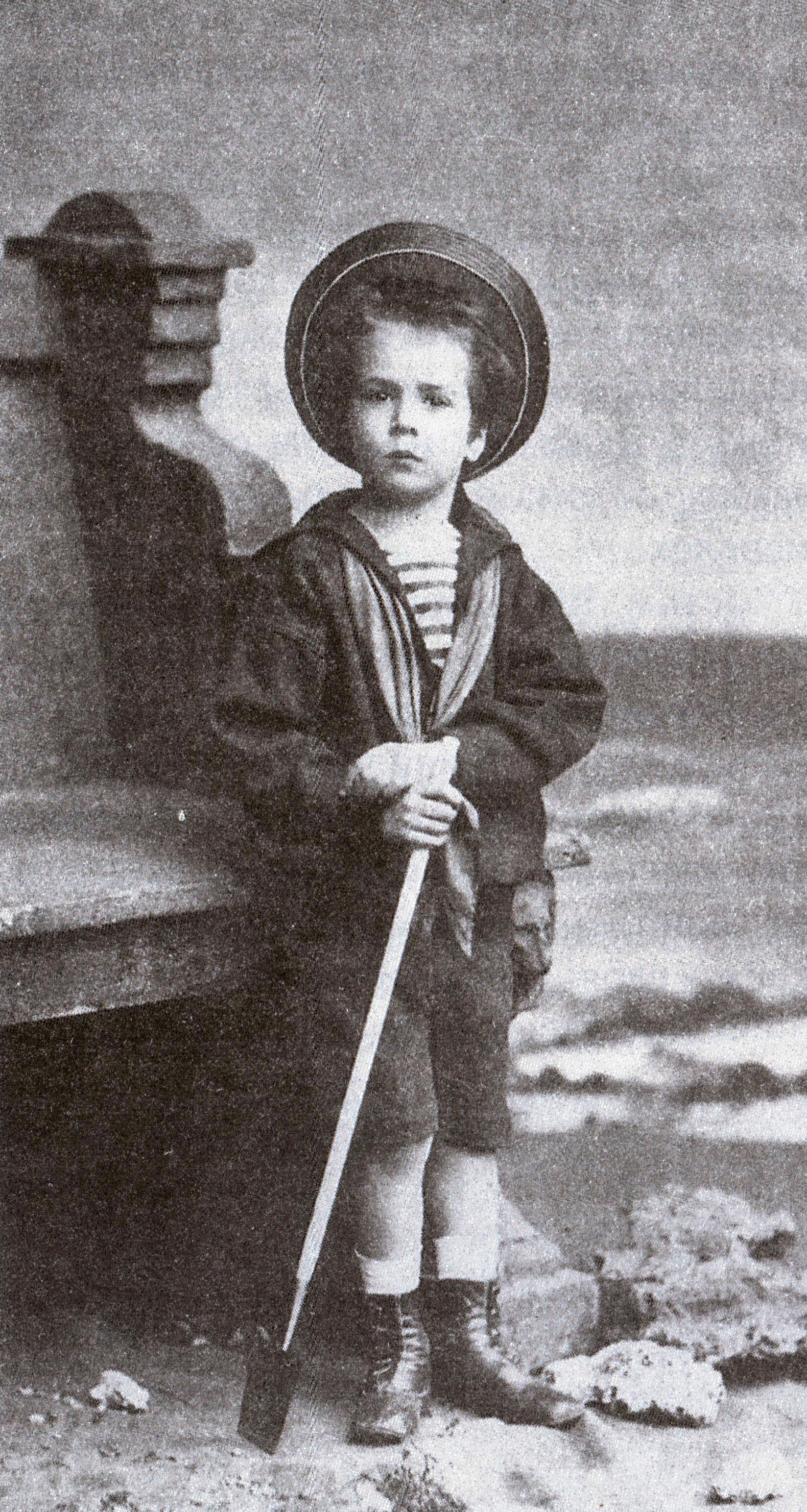
نيكولاي ألكسندروفيتش في الخامسة من عمره.

نيقولا الثاني هو الابن البكر للإمبراطور ألكسندر الثالث والإمبراطورة ماريا فيودوروفنا. بعد ولادته مباشرةً، 18 مايو [ن.ق. 6 مايو] 1868, سمي نيكولاي. قام بمعمودية الطفل معترف العائلة المالكة فاسيلي بازانوف في كنيسة القيامة بقصر كاترين في 1 يونيو [ن.ق. 20 مايو] من نفس العام. كان والدوه بالعماد هم: الإمبراطور ألكسندر الثاني، الأمير فريدريك ولي عهد الدنمارك وزوجته الأميرة لويز من السويد (لاحقًا ملك وملكة الدنمارك)، الدوقة الكبرى إيلينا بافلوفنا.
ظهر منذ طفولته طابعه الجاد والمتحفظ، الملتزم بتعليمات مرشديه وإملاءات والده ذي الشخصية القوية.، فقد ربّاه والده على طريقه أسبرطة، فقد جعله يعيش ضمن مخيّم في الغابات، ويستيقظ الساعة السادسة من صباح كل يوم من أجل ممارسة التدريب العسكري.
في الطفولة المبكرة كان مربي نيكولاي وإخوته هو الإنجليزي المقيم في روسيا تشارلز هيث، والذي علمهم تحدث وكتابة الإنجليزية بطلاقة، وفي عام 1877, تم تعيين الجنرال غريغوري دانيلوفيتش خلفًا رسميًا له. تلقى نيكولاي تعليمه في المنزل في إطار دورة جيمانيزيوم كبيرة. بين عامي 1885-1890, وفقًا لبرنامج مكتوب خصيصًا، تم ربط دورة الدولة والأقسام الاقتصادية بكلية حقوق جامعية مع دورة بأكاديمية الأركان العامة. أجريت دورات تدريبية لمدة 13 عاما: خصصت أول ثماني سنوات للمواد الدراسية التي تدعم دورة الجيمانيزيوم، مع التركيز بشكل خاص على دراسة التاريخ السياسي، الأدب الروسي، الإنجليزية، الألمانية والفرنسية (كانت الإنجليزية بالنسبة لنيكولاي لغةً أم)، وكرست السنوات الخمس الباقية لدراسة الشؤون العسكرية والعلوم القانونية والاقتصادية اللازمة لرجل دولة. ألقى المحاضرات محاضرون من جميع أنحاء العالم: نيكولاي بيكيتوف، نيكولاي أوبروتشيف، سيزار كوي، ميخائيل دراغوميروف، نيكولاي بانج، قسطنطين بوبيدونوستسيف وغيرهم. كل منهم كان يقرأ المحاضرات فقط. كان لا يحق طلب التحقق من كيفية تعلم المادة. القمص جون يانيشيف درس التسيساريفيتش القانون الكنسي إلى جانب تاريخ الكنيسة الأرثوذكسية الروسية، والتي هي أهم أقسام اللاهوت والتاريخ الديني.

## التسيساريفيتش

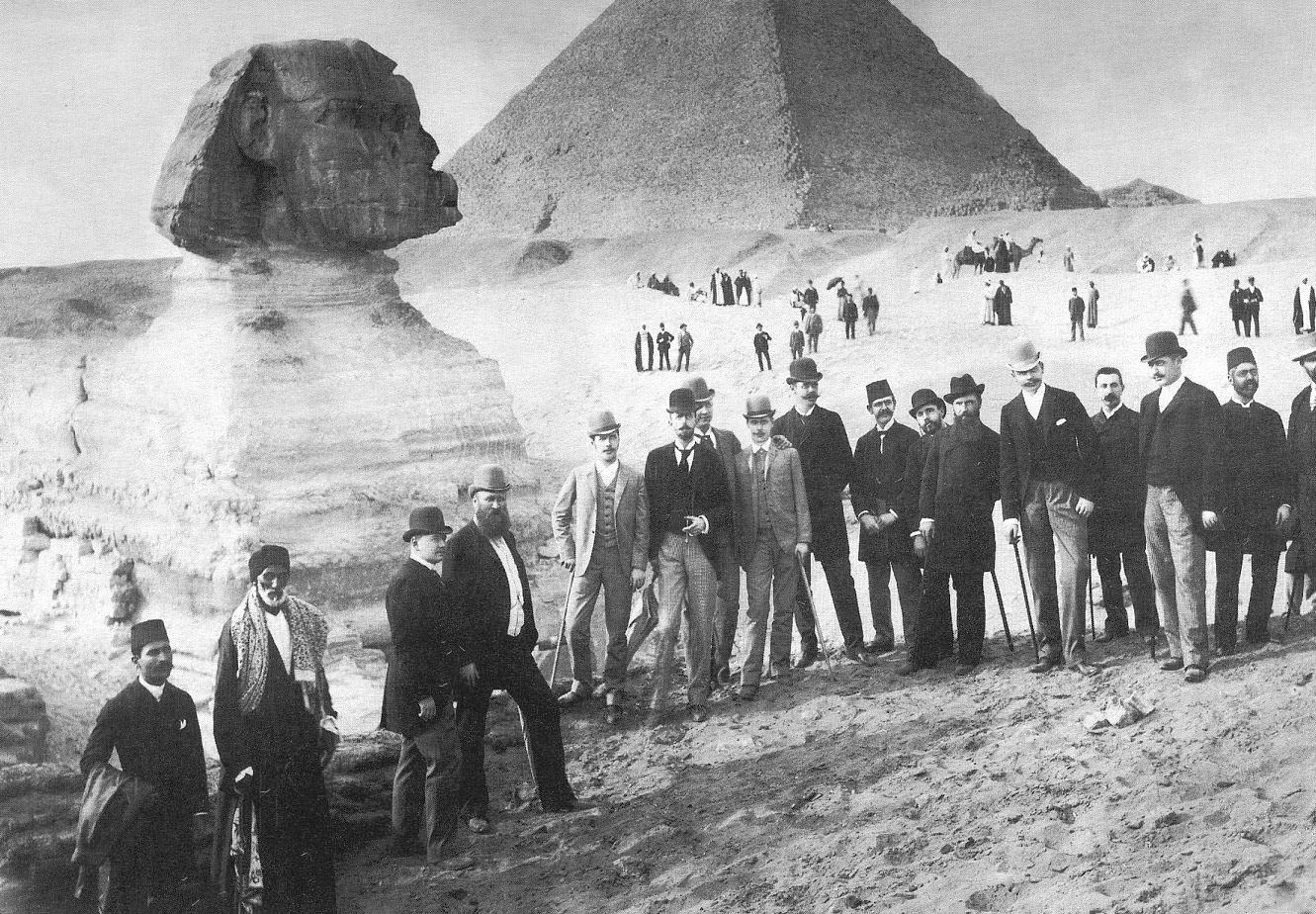
التسيساريفيتش أثناء زيارته لمصر في عام 1890

يوم 13 مارس 1881، بعد اغتيال جده، الإمبراطور ألكسندر الثاني، أصبح نيكولاي التسيساريفيتش ووالده أصبح الإمبراطور ألكسندر الثالث. شهد نيكولاي وغيره من أفراد الأسرة وفاة ألسكندر الثاني لأنهم كانوا يقيمون في قصر الشتاء في سانت بطرسبرغ حيث أُحضر بعد مهاجمته. نقل القيصر الجديد وعائلته إلى مكان إقامتهم الأولية في قصر غاتتشينا خارج المدينة لأسباب أمنية.
في 18 مايو [ن.ق. 6 مايو] 1884، ومع وصوله إلى سن الرشد (للخلافة)، أدى نيكولاي القسم في الكنيسة الكبرى في قصر الشتاء، كما يخطر البيان الإمبراطوري. كان أول منشور بالنيابة عن قرار هو أمر عال إلى الحاكم العام لموسكو فلاديمير دولجوروكوف: 15 ألفًا للتوزيع، حسب تقدير «بين سكان موسكو، والذين هم في أشد الحاجة إلى المساعدة».
خدم نيكولاي في أول سنتين كضابط جديد في صفوف فوج بريوبراجينسكي. خدم صيفين في فوج حرس الحياة هوسار كقائد سرب، ثم رُسم المخيم في صفوف المدفعية. تمت ترقيته في 18 أغسطس 1892 إلى رتبة عقيد. في الوقت نفسه، قدم له والده دورة في شؤون حكم البلاد، دُعي للمشاركة في اجتماعات مجلس الدولة ومجلس الوزراء. كانت التزاماته عند حضوره الاجتماعات محدودة حتى تقلده العرش، الذي لم يكن من المتوقع حدوثه إلا بعد سنوات عديدة، إذ كان والده فقط في الخامسة والأربعين. في عام 1890، قرر الإمبراطور ألكسندر الثالث بناء سكة الحديد العابرة لسيبيريا. وبناء على اقتراح من وزير المواصلات س. ويت، تم تعيين نيكولاي في عام 1892 رئيسًا للجنة بناء سكة الحديد العابرة لسيبيريا لاكتساب خبرة في الشؤون العامة. في سن 23، كانت حياته كرجل وريث يحصل على معلومات واسعة من مناهل المعرفة المختلفة.
قام مع والده بسياحة تعليمية إلى مقاطعات مختلفة في روسيا. شارك نيكولاي في حفل الافتتاح لبناء الجزء الشرقي من السكة الحديدية في فلاديفوستوك، ومن هناك واصل عمل رحلة حول العالم، والتي أصبحت تعرف باسم الرحلة الشرقية، حيث خصص والده له بهدف التعليم مكانًا في سرب للسفر إلى الشرق الأقصى بواسطة طراد «ذاكرة آزوف». دامت الرحلة تسعة أشهر زار فيها مع الوفد المرافق له النمساوية المجرية واليونان ومصر والهند والصين واليابان، وعاد إلى عاصمة روسيا فيما بعد عن طريق البر من فلاديفوستوك عبر سيبيريا. سجل نيكولاي يومياته خلال الرحلة. هوجم نيكولاي في اليابان، ما عرف بحادثة أوتسو، قميصه الملطخ بالدماء محفوظ في الإرميتاج. وقعت الحادثة أثناء زيارته لمعبد ياباني على يد متطرف ديني شعر بالغضب «لرؤية الكفار الأجانب في هذا المكان المقدس».
أكد السياسي المعارض وعضو مجلس الدوما في أول انعقاد له فيكتور أوبنينسك في عمله المضاد للنظام الملكي «آخر أوتوقراطي» أن نيكولاي قد رفض تولي العرش بإصرار شديد، لكنه اضطر للإذعان لمطالب والده ألكسندر الثالث و«توقيع بيان في حياة والده على تسلمه العرش».

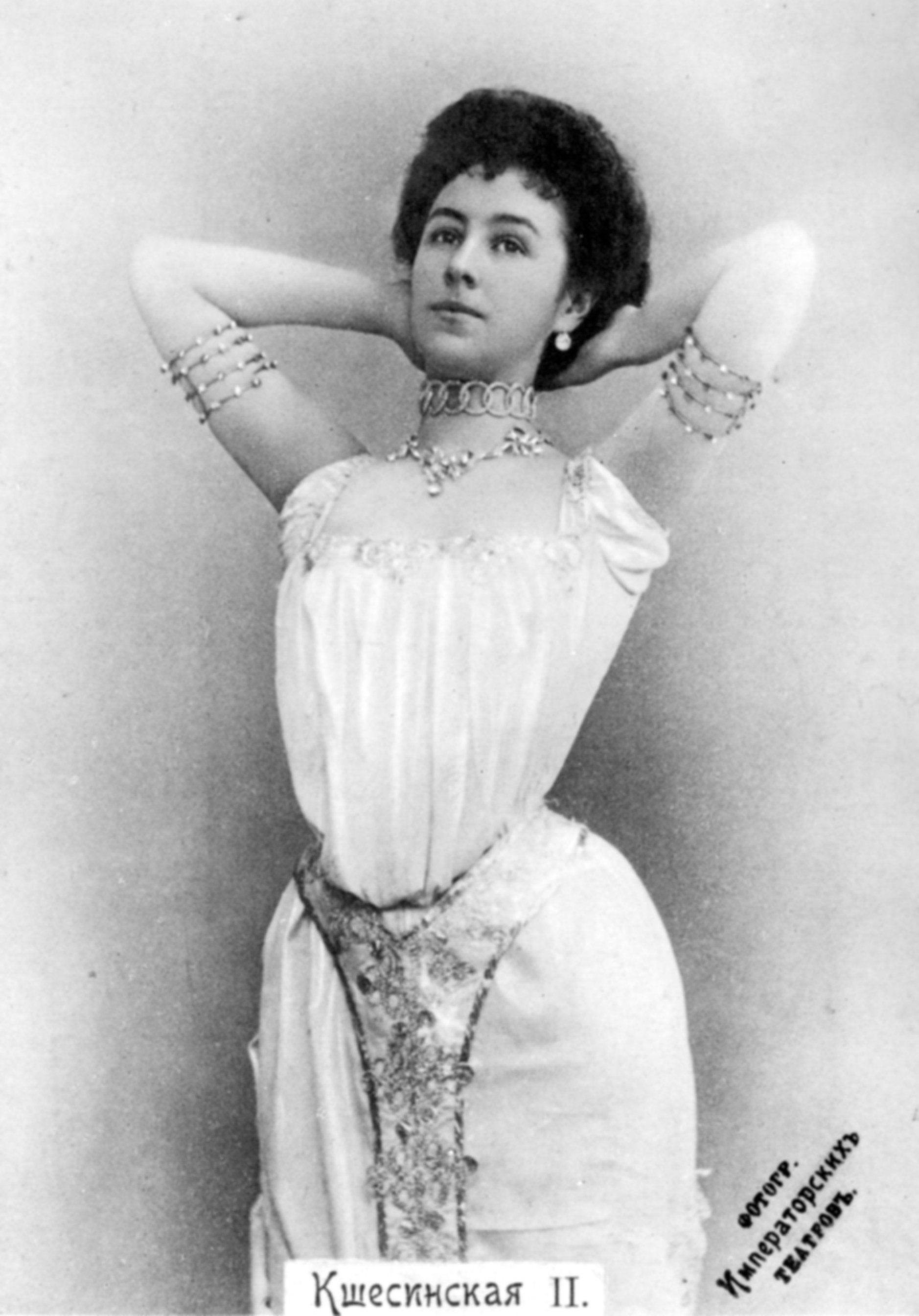
ماتيلدا كشيسينسكا، راقصة باليه في المسارح الإمبراطورية وعشيقة التسيساريفيتش نيكولاي، 1899.

كون التسيساريفيتش نيكولاي علاقة غرامية مع راقصة الباليه في مسارح سانت بطرسبرغ الإمبراطورية ماتيلدا كشيسينسكا. في كتابة تعود إلى عقد 1930، زعمت الأميرة كاثرين رادزيويل، وهي عضو في عائلة نبيلة روسية قديمة، أن التسيساريفيتش أُرسل إلى آسيا لتفريق علاقته مع ماتيلدا كشيسينسكا بعد أن وقعا في فضيحة في مطعم كوبات الشعبي في سانت بطرسبرغ في صيف عام 1890. نيكولاي وماتيلدا كانا يشربان الشامبانيا مع ضباط من فوجه وسيدات أخريات. في الساعة الثانية صباحًا أبلغ صاحب المطعم التسيساريفيتش أن مراسيم المدينة تقتضي منه إغلاق النادي. رد نيكولاي قائلًا أنه غير مهتم بمراسيم المدينة واستمر في شرب الشامبانيا. لاحظ شرطي يمر في كوبات أن الأنوار كانت مضاءة وحاول إغلاق المطعم ولكن أيضًا تم دفعه جانبًا. وصل الجنرال فون فاهل، رئيس الشرطة في سانت بطرسبرغ، بعد فترة وجيزة، ولكن وجوده أدى إلى مشادة بلغت ذروتها مع التسيساريفيتش الذي ألقى وعاء من الكافيار في وجهه. يوميات نيقولا تكشف أنه تشاجر مع والده خلال علاقته مع ماتيلدا. زعمت كورين هول أنه لا يوجد دليل على أنه تم إرسال نيكولاي إلى الشرق الأقصى للفصل بينه وبين عشيقته كما يبدو في عام 1890 «فكلاهما لا يكاد يعرف بعضهما البعض».
تقرر أن يتزوج نيكولاي من الأميرة أليكس من هيسن-دارمشتادت، الابنة الرابعة للويس الرابع، دوق هيسن وأليس أميرة المملكة المتحدة، ثاني أكبر ابنة للملكة فيكتوريا والأمير ألبرت. كان هدف والديه هو ترتيب علاقة ذات إفادة سياسية أكبر مع هيلين أميرة أورليان، ابنة الأمير فيليب، كونت باريس، المدعي بالعرش الفرنسي، على أمل توثيق تحالف روسيا الجديد مع فرنسا، ولكن في النهاية حققوا رغبات ابنهما.

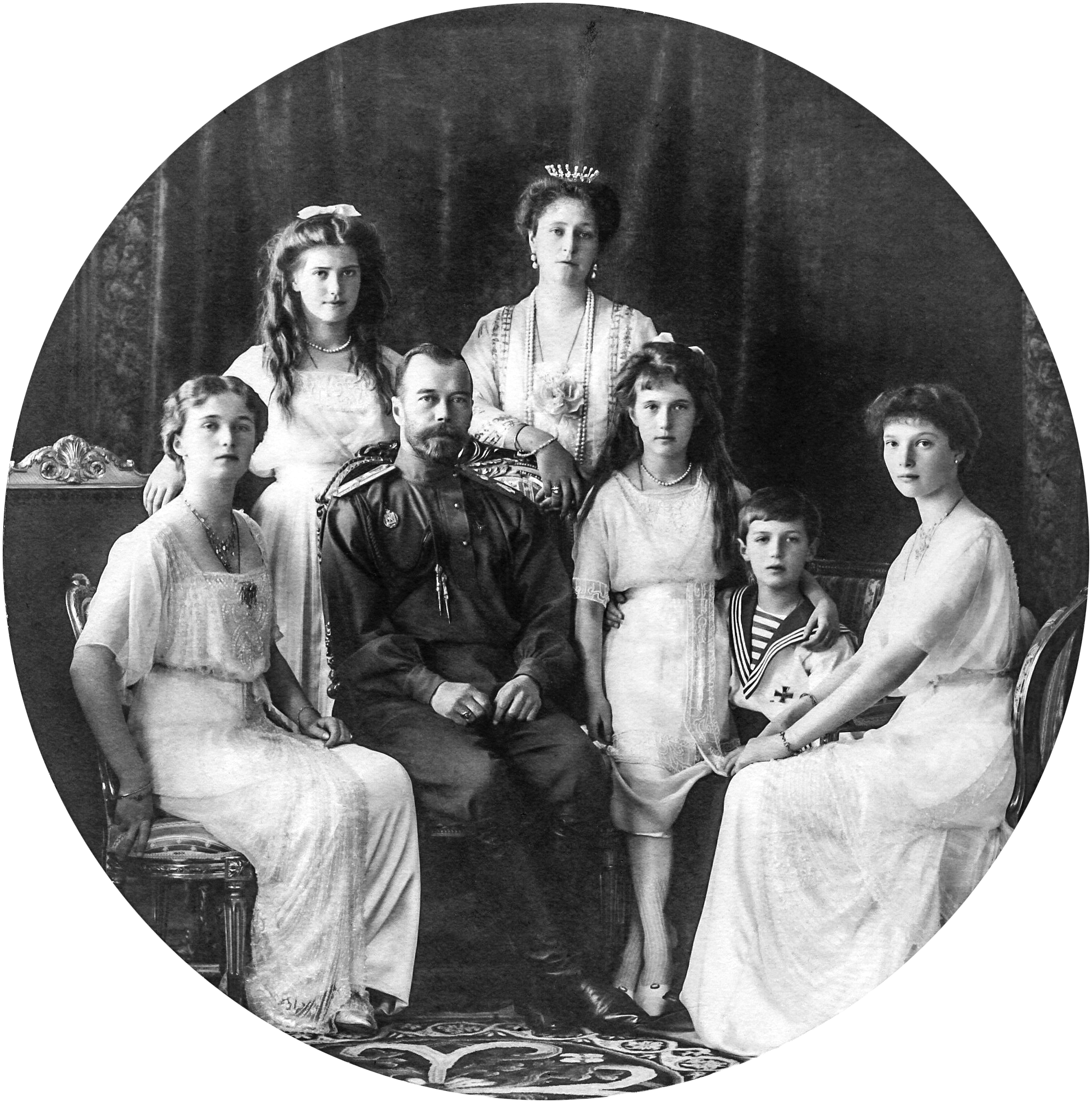
نيقولا الثاني آخر القياصرة الروس يتوسط آخر أجيال آل رومانوف عائلته التي أعدمتها الثورة البلشفية بالكامل والقيصرة وبناته وولي عهده المريض.

## شخصيته

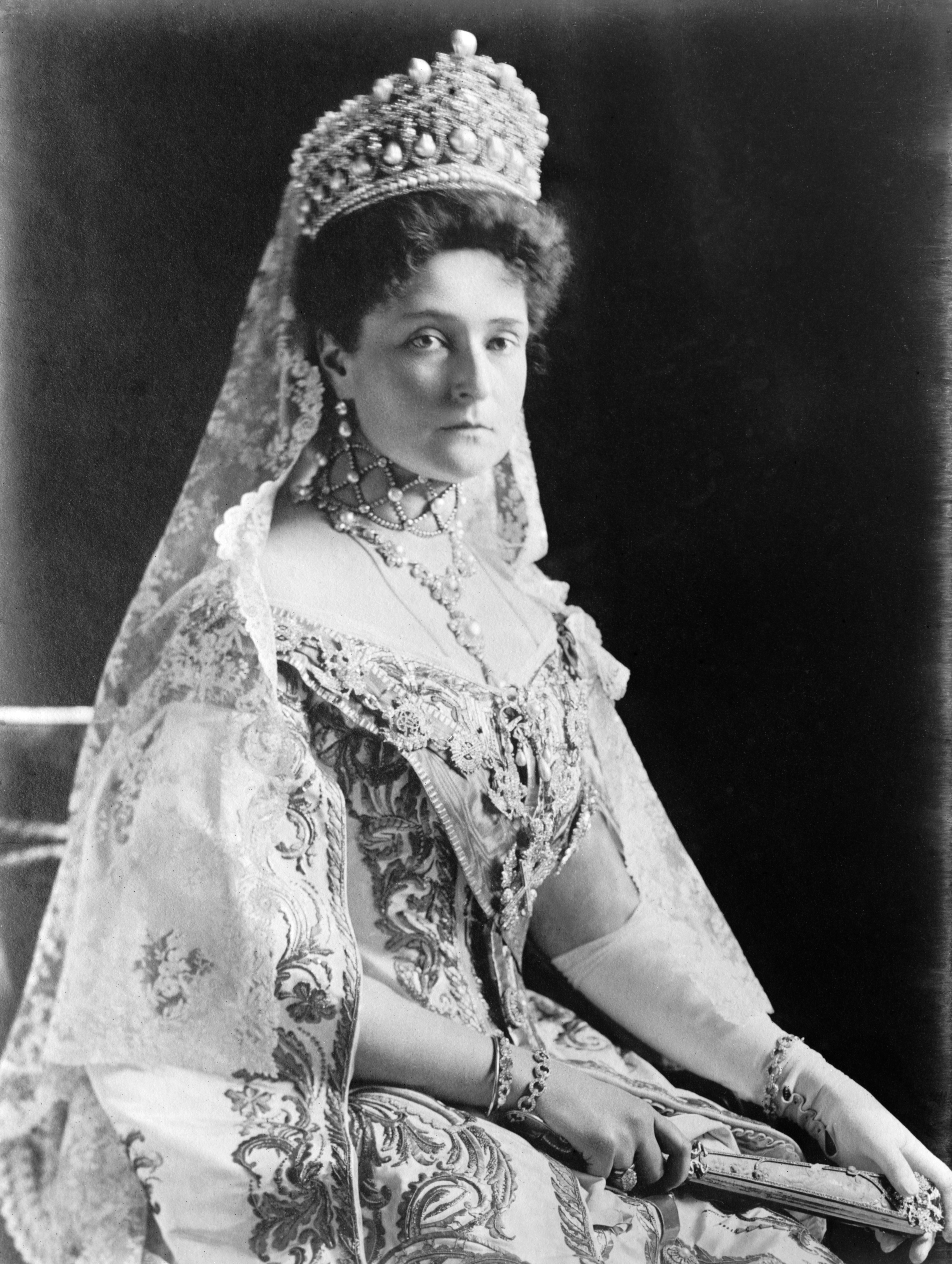
زوجة القيصر الكساندرا فيودروفنا.

يعد وصْف المؤرخ الروسي الحديث البروفيسور أ. ن. بوخانوف لأخلاق وسلوك القيصر الروسي الأخير وصفًا دقيقًا جدًا منه، وقد نقله عن وصيفة الإمبراطورة أليكساندرا البارونة صوفي بوكسهويفيدين:
كانت لديه آداب طالب من مدارس النخبة الإنجليزية. كان راقصًا بارعًا، وهدافًا جيدًا، يمارس الرياضة ويرتاد الخيل. تحدث الفرنسية والألمانية وإنجليزيته كانت جيدة للغاية، حتى أنه كان يستطيع خداع أستاذ في جامعة أكسفورد، والتظاهر بأنه رجل إنجليزي. كان يحب التاريخ وأبهة الجيش وحياة الجندي. أثناء خدمته العسكرية شارك بشكل كامل في الحياة العامة والمحادثات في غرف الطعام، وتواضعه جعله ذا شعبية بين ضباطه.
على الرغم من مزاياه الشخصية بوصفه أوتوقراطيًا مطلقًا، اشتُهر نيقولا بالفشل. فعل المستحيل للتوفيق بين وجهات النظر الصارمة عما هو الصواب وما هو الخطأ لصالح روسيا، مع مسؤولية العاهل الحديث في التخلي عن وجهات نظره لما فيه خير الأمة. كان نيقولا مترددًا في القرارات الهامة. تسبب هذا في نظرة الوزراء إليه على أنه ضعيف ومتناقض. قيمه العديد من المؤرخين على أنه حاكم يفتقر إلى الحس السياسي. آلان مورهيد، مراسل حرب، كتب: «السنوات العشر الأولى من حكم نيقولا هي تاريخ من الميل إلى الهروب من العمل لعقل رجل إلى حد كبير (...) كان غير قادر إطلاقًا على فهم وحكم روسيا».
كان القيصر ألكسندر الثالث قوياً، لكن نيقولا الثاني، لم يكن كذلك، بل ظلّ يلجأ إلى طريقة الهروب من مجابهة الأزمات . كتب تروتسكي في كتابة (تاريخ الثورة الروسية): [ القيصر يعادي كل صاحب موهبة أو أهمّية، وهو يشعر بالأمان بين الأشخاص الذين لا يملكون أدمغة حقيقة .. والذين لا يملكون إرادة، أو هدفاً، أو خيالاً ] ..
البعض مثل المؤرخ ريتشارد بايبس ينظر إلى نيقولا على أنه محدود الذكاء ضعيف الإرادة، يحاول التعويض عن عيوبه ويصاب بنوبات عنادٍ عرضية. كان لا يحب السلطة ولا الامتيازات. من بين الوزراء الموثوقين، قال أحدهم أنه تقلد عرش الدولة، ليس لمتعة ولكن لأن البلاد تحتاج ذلك. كان يهتم قصرًا بشأن روسيا والجيش، بالإضافة إلى ممارسة التمارين في الهواء الطلق وزوجته وأبنائه، كل شيء آخر تركه غير مبال. اتفق الشهود على أنه لم يبد أبدًا سعادةً بقدر سعادته بعد أن تنازل عن العرش. أراد نيقولا الثاني مثل والده نموذجًا للحكومة الأوتوقراطية في روسيا. كان معجبًا بالقيصر ألكسي الأول (1645 - 1676)، وأعطى اسمه لابنه الوحيد.

أما زوجته فقد أثبت أنّها تحسّن صورتها أمام شعبها . 

فمثلاً، في عام 1898م ، ألغت عادة قديمة لطيفة توزع خلالها زوجة القيصر الهدايا للفقراء ، وعندما حلّت تلك المناسبة ، وسمعت الجماهير أن الهدايا نفذت ، ثار الناس بسبب خيبة الأمل وانتشر الشغب في صفوفهم ، وبسبب التزاحم الشديد ، مات المئات من الفقراء اختناقاً أو دهساً ، ومع أن القيصرة سمعت الخبر ، إلاّ أنها توجهت لحضور أمسية راقصة حتى ساعات الصباح .

ازداد عدم الاكتراث من جانب القيصر وزوجته ، وازدادت بالتالي عزلتهما ، ثم برزت مشكلة جديدة حينما فشلت القيصرة في إنجاب طفل ذكر ليكون وريثاً للعرش القيصري في روسيا . لقد ولدت أربع فتيات ، ولكن تحسنت الأحوال عام 1904م ، حين أنجبت فتى سُمّي ألكسيس .

## الوصول إلى العرش وبداية عهده

### أولى الخطوات والتتويج

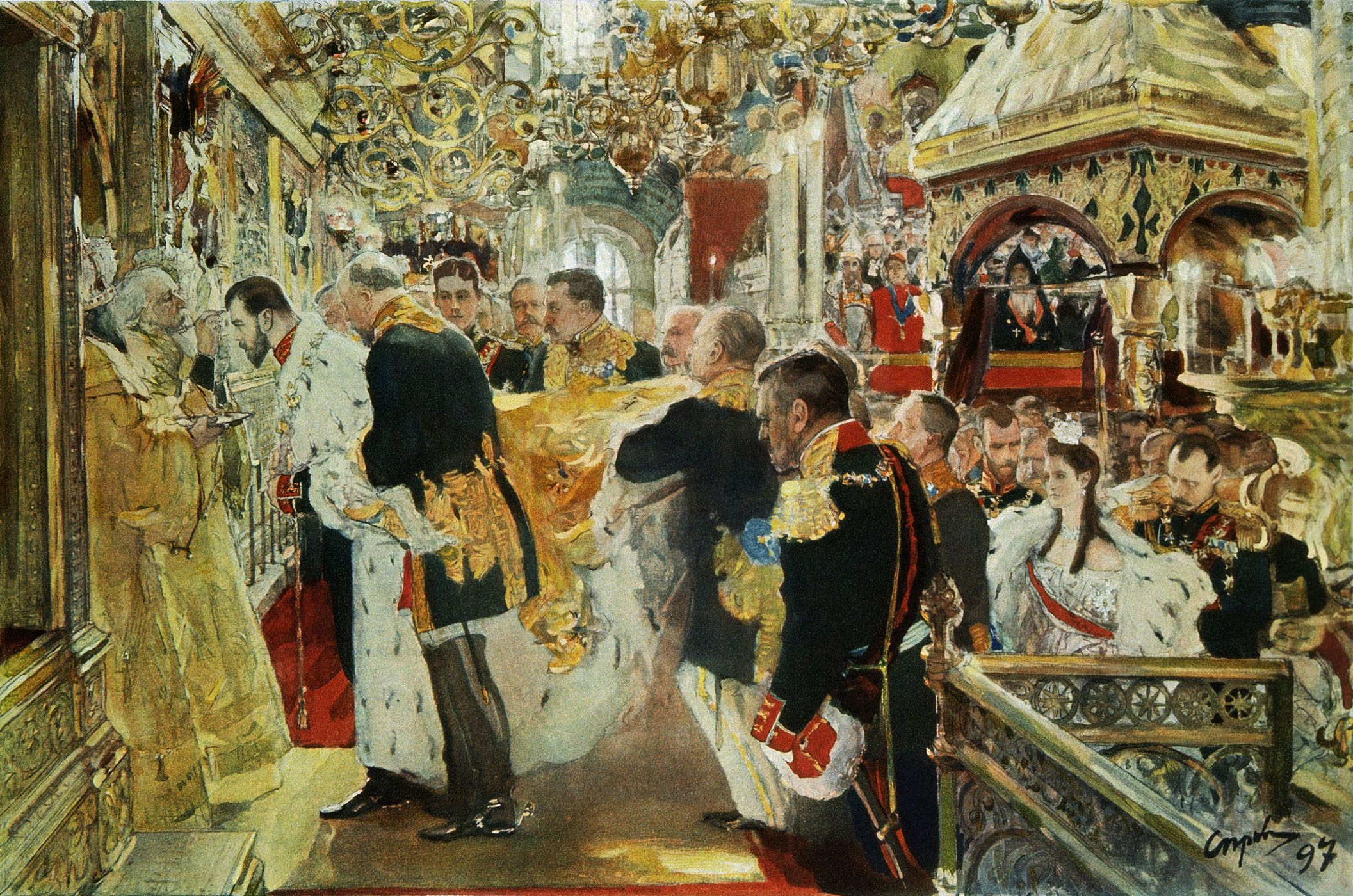
مراسيم تتويج القيصر نيقولا الثاني في موسكو سنة 1896م.

بعد أيام قليلة من وفاة ألكسندر الثالث (20 أكتوبر 1894)، وتوليه العرش (نشر البيان الأعلى في 2 نوفمبر [ن.ق. 21 أكتوبر] من نفس العام، في نفس اليوم الذي أدى فيه القسم لكبار الشخصيات والمسؤولين والمحكمة وفي الجيش), 26 نوفمبر [ن.ق. 14 نوفمبر] 1894 في الكنيسة الكبرى في قصر الشتاء تزوج من أليكساندرا فيودوروفنا، وقضوا شهر العسل في جو من الحداد وزيارات الجنازة.
أحد أول قرارات التوظيف في عهد الإمبراطور نيقولا الثاني هو إقالة إيوسيف جوركو من منصب الحاكم العام لمملكة بولندا في ديسمبر 1894 وتعيين ألكسي لوبانوف-روستوفسكي في فبراير 1895 لمنصب وزير الخارجية بعد وفاة نيكولاي جيرس.
نتيجة لتبادل المذكرات وفي 11 مارس [ن.ق. 27 فبراير] 1895 تأسس «تقسيم مناطق النفوذ بين روسيا وبريطانيا العظمى في جبال بامير، شرق بحيرة الزوركول (معروفة عند البريطانيين ببحيرة فيكتوريا من جبال بامير)»، على نهر بانج. دائرة بامير أصبحت جزءًا من منطقة أوش بمقاطعة فرغانة، سميت سلسلة واخان في الخرائط الروسية سلسلة الإمبراطور نيقولا الثاني. كان أول فعل دولي رئيسي للإمبراطور هو التدخل الثلاثي الذي أنهى الحرب اليابانية الصينية الأولى. في الوقت نفسه (23 أبريل [ن.ق. 11 أبريل] 1895)، بناء على مبادرة من وزارة الخارجية الروسية، قدم عرض (جنبا إلى جنب مع ألمانيا وفرنسا) شَرَطَ على اليابان لمراجعة بنود معاهدة شيمونوسيكي للسلام مع الصين التخلي عن المطالبات بشبه جزيرة لياودونغ.
أول ظهور علني للإمبراطور في سانت بطرسبرغ كان خطابًا ألقاه في 29 يناير [ن.ق. 17 يناير] 1895 في قاعة نيقولا في قصر الشتاء أمام وفود النبلاء الذين جاؤوا «للتعبير عن الولاء لأصحاب الجلالة وتقديم التهنئة للزواج». في خطابه السياسي الأول (كتبه قسطنطين بوبيدونوستسيف أحد معلميه والمدعي العام للإمبراطور في المجمع المقدس، كان يلقي الخطاب مع نظرات عابرة للورقة) لوفد من مجالس المدن المحلية (الزيمتوفات) التي تقدم التماسًا للإصلاحات الدستورية أعلن القيصر الجديد:
في اتصال مع خطاب القيصر، كتب قسطنطين بوبيدونوستسيف في 14 فبراير [ن.ق. 2 فبراير] من نفس العام إلى الدوق الأكبر سيرجي ألكسندروفيتش:
في أوائل عقد 1910 كتب اليساري الكاديتي فيكتور أوبنينسك عن خطاب القيصر في مؤلفه المضاد للحكم الملكي:

كتب المؤرخ س. س. أولدنبرغ عن خطاب الإمبراطور قائلًا: 
تُوج الإمبراطور وزوجته في 26 مايو [ن.ق. 14 مايو] 1896. أُقيم في نفس العام معرض عموم روسيا في نيجني نوفغورود والذي قام بزيارته. في أبريل 1896 نالت الحكومة الروسية اعتراف الحكومة البلغارية وفرديناند الأول. في العام ذاته ذهب في رحلة طويلة إلى أوروبا، واجتمع مع فرانز جوزيفو فيلهلم الثاني والملكة فيكتوريا (جدة زوجته أليكساندرا)، وكانت نهاية الرحلة عند وصوله إلى باريس.
وقت وصوله إلى المملكة المتحدة في سبتمبر 1896 كان هناك تدهور حاد في العلاقات البريطانية العثمانية حدث نتيجةً لمذابح الأرمن تزامن مع علاقات بين سانت بطرسبرغ والقسطنطينية. وافق نيقولا ضيف الملكة فيكتوريا في البالمورال ضمن مشروع التطوير المشترك للإصلاحات في الإمبراطورية العثمانية الاقتراحَ الذي قدمته الحكومة البريطانية له بعزل السلطان عبد الحميد وحفظ مصر لإنجلترا مقابل الحصول على بعض التنازلات بشأن مسألة المضائق التركية.

## مجزرة الأحد الدامي في عهد نيقولا الثاني

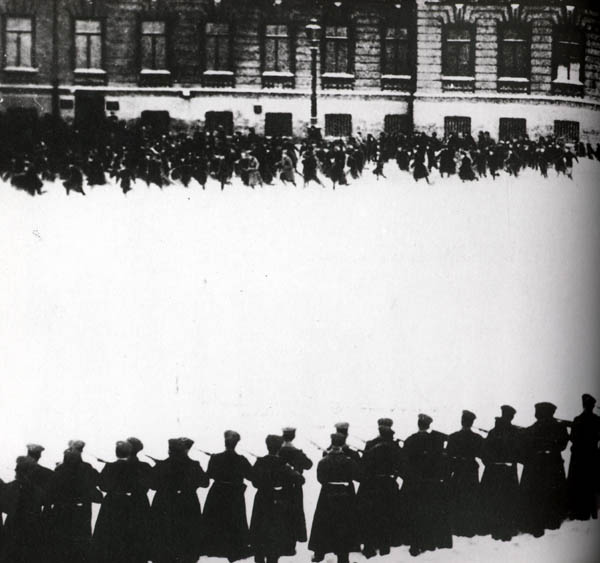
صف من الجنود يرمي المتظاهرين بالرصاص في قصر الشتاء في سانت بطرسبرغ: لقطة من الفيلم الدعائي السوفيتي Devyatoe yanvarya (1905)

الأحد الدامي (روسية: Кровавое воскресенье) كان حادثة وقعت يوم الأحد 22 من شهر يناير سنة 1905م ، في سانت بطرسبرغ بالامبراطورية الروسية حين تقدم متظاهرون غير مسلحين من عمال الحديد والصلب بالزحف نحو أبواب قصر الشتاء ليقدموا التماس للقيصر نيقولا الثاني ، وعندما دخلت الجموع إلى ساحة القصر، أُطلق الحرس الإمبراطوري الروسي بوابل من الرصاص (مع ان القيصر لم يكن بمدينة سانت بطرسبرغ آنذاك ولم يكن عنده أي علم بوجود مظاهرة أو بإطلاق النار على الناس وقت الحدث). قاد الأب جيورجي غابون التظاهرة بتنسيق مع سيرغي زوباتوف عضو الأوخرانا (الشرطة السرية الروسية) وكان هدفهم تأسيس منظمات عمالية[1]. كان الأحد الدامي حادثة ذات وقع كبير بعواقب خطيرة على نظام القيصر حيث لم يقدم الذين شهدوا الحادثة من العامة الدعم للحكومة. بلغ عدد المتظاهرين أكثر من 300000 شخص وفاق عدد القتلى 4000 حسب تقديرات المعارضين و96 حسب تقديرات السلطات ، فمات الأطفال والنساء والرجال العزل... أما الجرحى فكانوا آلافاً عديدة .. وتسبب الحدث في الثورة الروسية عام 1905م ،
وسمّى ذلك اليوم بيوم الأحد الدامي، وكان نقطة تحوّل في تاريخ روسيا، فقد صار القيصر غريباً عن شعبه ، وبدأت ثورة عام 1905م ، وعندما وصلت تلك السنة إلى نهايتها كان 1500 من كبار مسؤولي الحكومة قد قتلوا . 

إثر الحادثة فر غابون خارج روسيا وحين عاد قتلته منظمة القتال الاشتراكية الثورية.

## رضوخ القيصر
عصفت في روسيا أعمال الشغب وتمرّد رجال البحرية والاغتيالات . وعندما شعر القيصر بالخطر الداهم : أصدر مانيفستو واعداً بمنح الحرّيات المدنية ، وعقد مجلس الدوما (البرلمان)، لكنّه أمر بحلّه بعد شهرين عندما حاصرت قوّات القيصر مبنى المجلس ، وبذلك زادت موجة المعارضة .

## دخوله في الحرب مع اليابان
في عام 1904م ، ازدادت العلاقة بين الحاكم ورعيتّه سوءاً عندما قرّر القيصر نيقولا الثاني دخول الحرب ضد اليابان، تلك الحرب التي استمرّت سنتين ، فكانت المغامرة الأخيرة لآل رومانوف ، واقترنت بالفضيحة والإذلال ، وعرضت سمعة روسيا للأذى ، أمّا أعضاء الحركات السرّية - بما فيهم اليهود - فقد أرسلوا بعيداً إلى سيبيريا.

## مشاركته في الحرب العالمية الأولى وتوكيل أمور الدولة لزوجته
نشبت الحرب العالمية الأولى عام 1914م ، وجعلت الهدوء إلى الجبهة الداخلية ، فالشعور الوطني وحّد أبناء البلد الواحد ولو كانوا متخاصمين .

تولى القيصر قيادة الجيش، وأوكل مهمة تسيير أمور الدولة لزوجته القيصرة ، وفي نظر رجال القصر ، كان ذلك يعني وقوع نقادير الدولة في يد راسبوتين.

وقد صرّح بعضهم أن تسلسل النفوذ في الدولة يبدأ براسبوتين ، وينتهي بالقيصر .

وقد إغتيل راسبوتين عام 1916م وصار في نظر الجمهور شهيداً .

## بداية الثورة وسقوط حكم أسرة آل رومانوف
لم يكن راسبوتين وحده يشكل تأثيراً على روسيا مع بداية القرن الجديد ، إذ كانت جبهة ضغط قوية تتصاعد في البلاد ، ألا هي المعارضة الثورية الرافضة للملكية ، وقد ساهم الفقر السائد في تغذية هذا الاتجاه وفي دعم جذوره . 

لقد ظهر حزب العمل الديمقراطي الاجتماعي عام 1898م ، كما تأسس الحزب الاشتراكي الثوري عام 1901م ، وصار يدعو إلى قيام حكومة دستورية .
عاد القيصر في بداية عام 1917م وسط شعور متزايد بالعزلة ، وراجت أقاويل حول مؤامرات في أوساط طبقة النبلاء لاعتقال القيصر وزوجته وأفراد الأسرة الملكية الحاكمة ... لكن الغليان الحقيقي كان يتّقد في مكان آخر من روسيا.

في تلك الأثناء ، سادت موجة برد قطبية في البلاد وأدّت إلى نقص الغلال وبالتالي ازداد الفقر. 

وصل لينين في بداية عام 1917م إلى روسيا ، وفي اليوم الأخير من شهر مارس طبِّق نظام تقنين الخبز وتسابق الناس إلى المخابز، وحل بعد ذلك إضراب لعمّال التعدين، وفي يوم 8 مارس بدأت الثورة الروسية وانتشرت المسيرات العنيفة العارمة عبر البلاد وانتشر التمرّد في أوساط الجيش ، وأدّى الشغب إلى مهاجمة مراكز الشرطة وإحراقها ، كما هوجمت دور المحاكم.

في يوم 15 مارس سقط آل رومانوف ، ووافق القيصر - دون أن يملك أي خيار آخر - على التنازل عن العرش، وكلّف الدوق الأكبر ميشيل الكسندروفيتش بتسيير أُمور البلاد . نُقلت الأسرة المالكة إلى قصر تزاركو سيلو ، ووضعت قيد الاعتقال ، ولذلك حاولت العائلة المالكة البريطانية تدبير عملية إنقاذ وتهريب القيصر وعائلته إلى لندن.

## قصة إعدام آل رومانوف

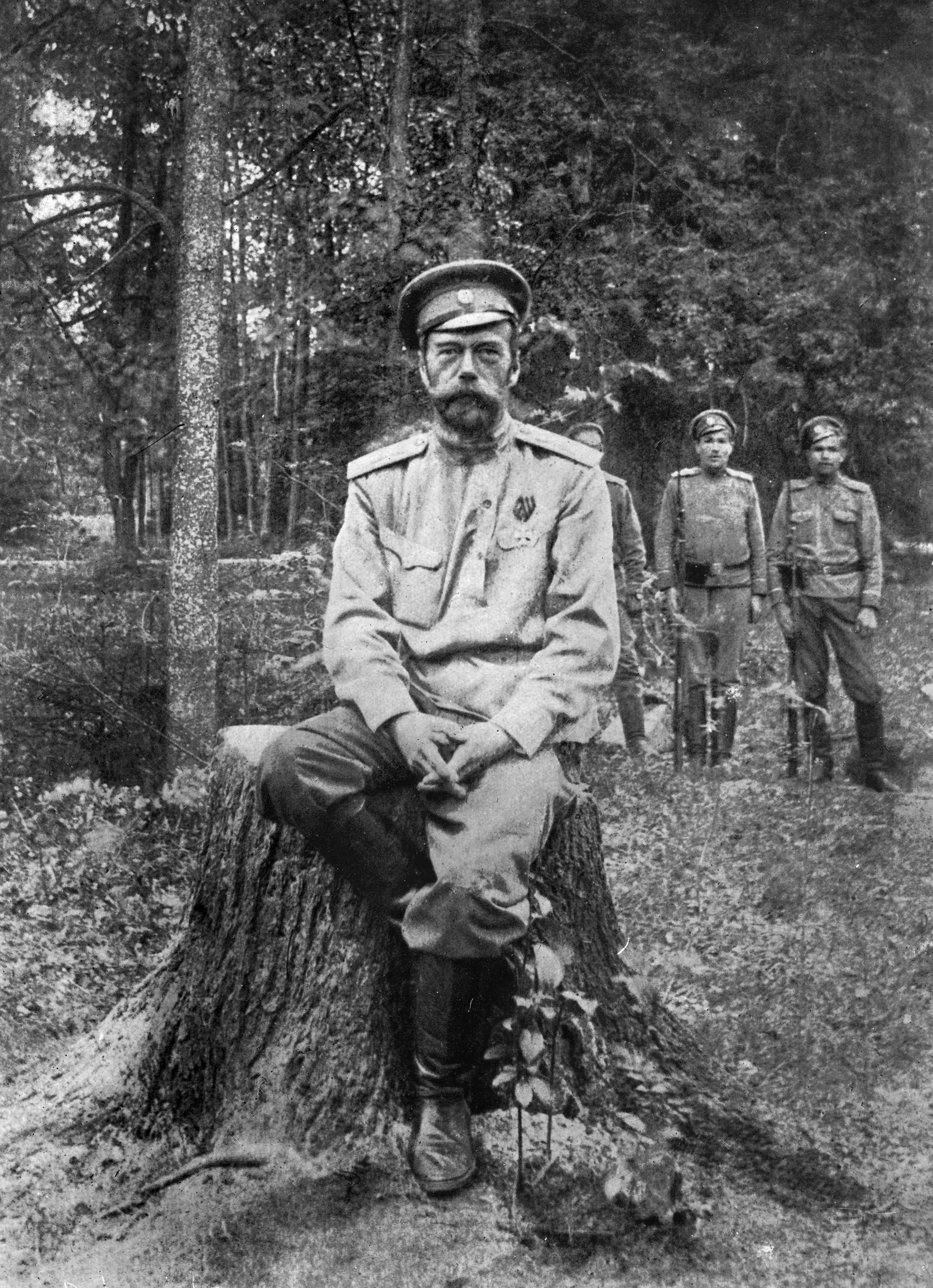
آخر صورة التقطت لنيقولا الثاني قبل إعدامه في مارس سنة 1917.

ظل القيصر مع أسرته في ذلك القصر حتى يوم 14 من شهر أغسطس سنة 1917، حيث نُقل الجميع إلى بلدة توبولسك في سيبيريا؛ ليتعذبوا بالطقس البارد الذي ذاقه لينين حينما نُفي إلى سيبيريا .

مع الوقت ، تعقدت أمور الثورة واتخذت مجريات دموياً ، فقد سيطر البلاشفة على السلطة بقيادة لينين وتروتسكي.

وفي يوم 18 يوليو 1918 نقلت أسرة القيصر إلى مناطق جبال الأورال قريباً من الحدود التشيكية، وأُوكلت مهمة الحراسة إلى مجموعة جديدة مدربة بقيادة ياركوف يورفسكي الذي تلقّى تدريبه في إدارة الأمن السري، ولم تكن مجموعة الحراسة مجرّد حرّاس ، فقد كانوا جلادين مكلّفين بتنفيذ الإعدام حين صدور التعليمات، وقد شعر نيقولا الثاني بالخطر .

أما في موسكو، فقد جرت نقاشات طويلة حول مصير القيصر ، فقد أراد تروتسكي تقديم القيصر للمحاكمة ، ولكن لينين رفض الفكرة خوفاً من التأييد والتعاطف الشعبي مع القيصر وعائلته .

قرّر الشيوعيون قتل القيصر وأسرته جميعاً . وفي يوم 13 من شهر تموز يوليو وصل أمر تنفيذ الإعدام إلى ياركوف يورفسكي .

بدأت ترتيبات المجزرة في الأورال ، واختير منجم مهجور للتخلص من جثث الضحايا فيه ، وتمّ تأمين 450 لتر من البنزين بالإضافة إلى 200 كيلو من حمض الكبريت.

وفي ظهيرة 16 من شهر تموز يوليو ، استلم قائد مجموعة القتل اثني عشر مسدساً واختار الرجال الذين سيكلّفهم بالقتل (من بين الرجال منظمة البوليس السري تشيكا). وفي المساء أوى الجميع إلى النوم ، وفي منتصف الليل قام ياركوف يورفسكي بإيقاظ الجميع .

كانت الأنباء تتحدث عن اقتراب جيش مؤلف من التشيكيين وحلفاء العائلة القيصرية ، وسرّعت تلك الأنباء اقتراب مصير تلك العائلة .

كان القيصر وأسرته قد أخذوا إلى مدينة ايكاتيرينبورغ منذ 30 أبريل سنة 1918، وفي الساعة الثانية من صباح 18 يوليو سنة 1918 أيقظهم ياركوف وأمرهم بارتداء ثيابهم ، وحمل القيصر ولده الصغير الكسيس الذي كان يعاني من المرض ، قبل أن يقتادهم إلى أقبية أحد المنازل. جلس الجميع في غرفة الطابق الأرضي بانتظار واسطة نقل مزعومة . كان القبو خالياَ من الأثاث حتى أن الإمبراطورة طلبت مقعدين لها ولابنها.

كان الأميرات الأربع أولغا وتاتيانا وماري وأناستاسيا، والقيصرة ألكساندرا، وطبيب العائلة الدكتور يوجين بلوتكين ، والطبّأخ خاريتونوف .

لم تمض لحظات إلا وهرع الجنود إليهم من الغرفة المجاورة واتخذوا وضع إطلاق النار، عندئذ فتح الباب وأطل يوروفسكي ومعه رجال التشيكا (الأمن السري) أعلم ياركوف القيصر بأن الثوار السوفييت أصدروا عليه حكما بالإعدام ، وقال : لقد حاول أقاربكم إنقاذكم ··· وقد فشلوا ··· والآن يجب أن نقتلكم ···. 

انتفض القيصر واقفاً للاحتجاج ، وصاح القيصر في عجب: «ماذا؟ماذا؟». لكن القتلة بقيادة يوروفسكي جروا صمامات الأمان من مسدساتهم وبدؤوا بإطلاق الرصاص على القيصر نيكولاى الثاني وعلى زوجته وأطفاله العزّل من السلاح. سقط القيصر أولاّ بعد أن أُصيب في رأسه قبل أن ينطق كلمة واحدة . تكفل بقيّة الرجال بقتل بناته والطبيب والطّباخ ، وعندما انتهي الوابل الأول من الرصاص كان بقية البنات وولي العهد الطفل الكسيس لا يزالون أحياء، ولكنهم كانوا متجمدين من الرعب والخوف، فما كان من ياركوف وشرذمته إلا وأن حاولوا قتلهم طعناَ بالسونكي مباشرة في صدورهم، وعندما لم يجد ذلك نفعاَ أطلقوا النار علي رؤوسهم من مسافة قريبة ثم شقوا صدر القيصر وزوجته وحملوا الجثث إلى خارج المنزل.
تبقى أسطورة أن إحدى بنات القيصر نجت لكن هي غير معروف اما ماريا أم أنزتاسيا البنت الصغرى للقيصر نيكولاى الثاني نجت من المجزرة ، وعلى مدى عشرات السنوات ··تظهر امرأة بين حين وآخر ، وتدعي أنها الأميرة المفقودة ··· وأنها صاحبة الحق في إرث عائلة رومانوف .

لكن في عام 1992م ظهرت الحقيقة عندما كشفت السجلات السوفييتية الرسمية أن أناستاسيا لم تتمكن من الهرب ، بل كانت ضمن ضحايا المجزرة ، ولم ينجُ أحد في ذلك اليوم . 

تم إعدام القيصر نيكولاى الثاني مع زوجته وأطفاله قبيل الفجر يوم 18 يوليو 1918 بطريقة وحشية، حيث أطلقت حفنة من الجنود الهنغاريين النار من مسافة قريبة علي رؤوسهم، نقلت الجثث إلى المنجم المهجور ثم مثلوا بجثة القيصر وزوجته وبناته ، قطعت أطرافها وأحرقت ، أما العظام فقد أذيبت بواسطة حمض الكبريت، أما الرماد المتبقّي فقد ذر في حوض ماء، تم الإعدام بإشراف المدعو ياركوف يورفسكي وجنوده.

بعد ثمانية أيام ، وقعت المنطقة في يد التشيك والروس القيصريين، وقام عدد من المسؤولين بالبحث في المنزل الذي احتجز فيه القيصر وأسرته ، ووجدوا ما يدل على حدوث القتل، وبعد فترة أمكن العثور على بقايا من ملابس ومجوهرات وجثث الضحايا في المنجم .

عرف مجلس السوفييت الأعلى بعملية القتل الجماعي ووافق عليها تماماً .

في بداية الأمر ، أقّر المجلس قتل القيصر فقط ، ولكن عندما تجمعت الأدلّة ، أجرى المجلس محاكمة صورية ، وتم تقديم 28 من الثوريين الاشتراكيين إلى تلك المحاكمة ولا علاقة لهم بالمجزرة من قريب أو بعيد ، لكنهم اتهموا بارتكاب القتل الجماعي ، ومع ذلك صدر الحكم بإعدام خمسة منهم ، ونفّذ الحكم فيهم .

انتشرت مجزرة إبادة البقية من أفراد آل رومانوف، واستمرت على مدى العامين التاليين ، وقد شرح تروتسكي أسباب تلك المجزرة بقوله : 

إن إعدام أسرة القيصر ضروري لإرعاب وإرهاب العدوّ ، ليس هذا فقط ، بل من أجل إقناع رجالنا أن لا عودة إلى وراء ، فإما النصر الكامل أو الهزيمة الكاملة .

## العواقب المباشرة لإغتيال نيقولا الثاني
أصبح كل بلشفي شريكاً في تلك الجريمة، وبالتالي اندفع لقتل كل من له صلة بنظام القيصر، ولكن مع الوقت، أدت المبالغة في القتل إلى إيقاظ الضمير العام لدى الناس.

أدرك البلاشفة بعد قتل القيصر وأسرته مدى قدرتهم على ارتكاب جريمة القتل، وبالتالي إمكانية الاستفادة من القتل لتحقيق النجاح.

أما الشيء الذي لم يدركه البلاشفة في ذلك الوقت أن القتل سلاح ذو حدّين، وعلى يد جوزيف ستالين، ارتدت وجهة جرائم القتل، فصار الاتحاد السوفييتي نفسه هدفاً لها.

أمّا قمة السخرية فهي أن اغتيال القيصر سيؤدي إلى اغتيال تروتسكي نفسه، وهو أحد رجلين قادا الثورة الروسية منذ يومها الأول، ويؤذي أيضاً إلى اغتيال الألوف والألوف من المواطنين السوفييت.

## التعرف على رفات نجل القيصر الروسي في الذكرى التسعين لإعدام نيقولا الثاني
تم التعرف على رفات نجل القيصر الروسي نيكولاى الثاني في اليوم نفسه لإحياء الذكرى التسعين لإعدام آخر القياصرة الروس وعائلته فيما لا تزال السلطة تلتزم الصمت حيال هذا الفصل من التاريخ الروسي. فقد أكدت النيابة العامة في روسيا استنادا إلى فحوص الحمض الريبي النووي أن بقايا العظام التي عثر عليها في عام 2007 قرب ايكاتيرينبورغ تعود فعلا إلى ألكسي نجل القيصر وشقيقته ماريا الذين قتلا رميا بالرصاص مع والديهما تنفيذًا لاوامر البلاشفة في هذه المنطقة في الأورال.
وفي الوقت نفسه جابت مسيرة دينية شوارع ايكاتيرينبورغ. وقال فيكنتي أسقف المدينة «حان الوقت لإعادة إحياء ما تم تدميره» وذلك داخل الكنيسة التي شيدت عام 2003 في الموقع الذي شهد إعدام نيقولاي الثاني وزوجته وأبنائهما الخمسة إضافة إلى طبيبهم وثلاثة من خدمهم ليل 16-17 تموز/يوليو 1918.
وكان الأسقف يتحدث أمام جمع من الروس كانوا حاملين أيقونات لأفراد عائلة رومانوف القيصرية الذين اعتبروا في عداد القديسين عام 2000.
في موازاة ذلك أوضحت النيابة الروسية أن ثلاثة فحوص أجريت على التوالي في روسيا والولايات المتحدة والنمسا خلصت إلى العثور على رفات نجل القيصر. وتم العام 1998 التعرف رسميا من جانب الحكومة الروسية على رفات سائر أفراد عائلة رومانوف. وكان الرفات نبش من مقبرة جماعية في ايكاتيرينبورغ العام 1991 ثم ووري الثرى في مراسم كبيرة في مدينة سان بطرسبورغ العاصمة السابقة للقياصرة الروس.
واندلع آنذاك جدل حاد حول هوية هذه الرفات وخصوصا أن الكنيسة الأرثوذكسية شككت في نتائج فحوص الحمض الريبي النووي. ويتوقع إجراء فحوص جديدة تتصل برفات نيقولاي الثاني في تموز/يوليو.
بدوره دعا متحدث باسم بطريركية موسكو إلى التعاطي بحذر مع نتائج الفحوص المتصلة بالكسي لافتا إلى أن «البعض لا يزال لديه شكوك وخصوصا العلماء».
أما أحفاد عائلة رومانوف فمنقسمون. ففي تصريحات الإثنين لوكالة فرانس برس قالت الدوقة ماريا فلاديميروفنا التي أعلنت نفسها وريثة للقيصر أن «رأي الكنيسة وحده المهم».
في المقابل أبدى الأمير ديمتري الذي يمثل فرعا آخر من أسرة رومانوف والذي شارك في احياء ذكرى الإعدام في سان بطرسبورغ «رضاه» عن نتائج الفحوص حول رفات نجل القيصر.
ويقام الاحتفال الأكبر في ايكاتيرينبورغ من كل عام في ليلة اعدام القيصر واسرته
وبعد صلاة ليلية سيعبر المشيعون 18 كلم سيرا لبلوغ منجم مهجور رميت فيه الجثث قبل أن تحرق بالاسيد.
وازداد التعاطف مع نيكولاى الثاني منذ انهيار الاتحاد السوفياتي العام 1991 لكن استطلاعا للرأي اجري العام 2005 اظهر ان 56 في المئة من الروس لا يزالون ينتقدونه بشدة.
من جهته لم يعلق الرئيس ديمتري مدفيديف على الذكرى التسعين لاغتيال اخر القياصرة ومثله مكتبه الاعلامي. وكان سلفه فلاديمير بوتين التزم الموقف نفسه.
واعتبر المؤرخ اناتولي اوتكين ان الكرملين يحاذر اتخاذ موقف «لانه لا يريد تأجيج المشاعر حيال هذه الشخصية المثيرة للجدل. فالبعض يراها ضعيفة وغير فاعلة في حين يلصق بها البعض الآخر صفة الشهادة».

## سلالته

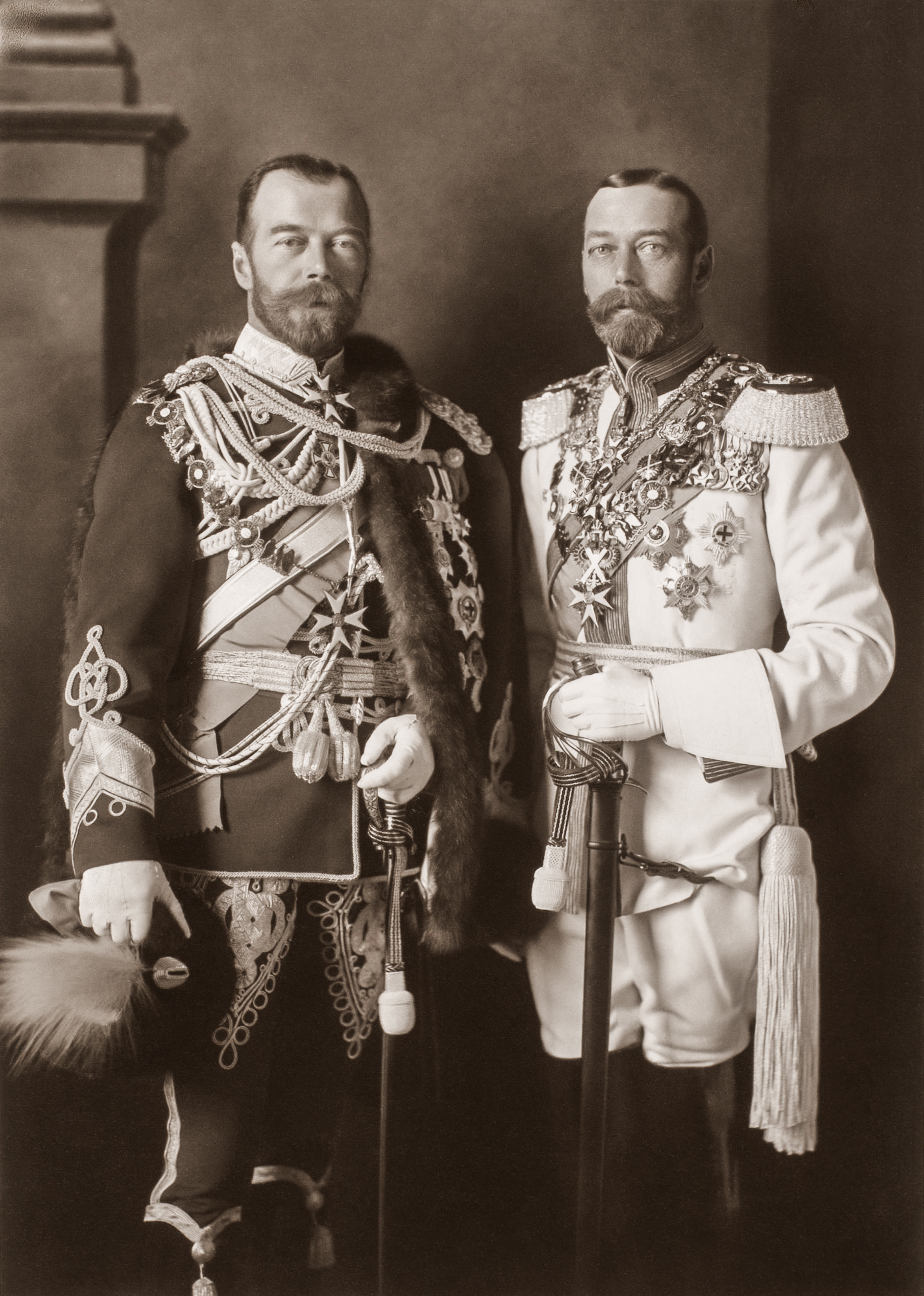
نيقولا الثاني (يمينًا) مع نسيبه الملك جورج الخامس (يسارًا).

حكمت سلالة آل رومانوف روسيا من عام 1613 م حتى شهر فبراير من سنة 1917 م. هذه العائلة انحدرت من أحد نبلاء مدينة موسكو ويدعى أندريه أيفانوفيتش كوبيلا والذي عاش في النصف الأول من القرن الرابع عشر. واسم رومانوف نسبة إلى رومان يوريف الذي توفي سنة 1543 م وهو والد السيدة استانسيا رومانوفا مواليد. 1560 م وهي الزوجة الأولى للقيصر إيفان الرهيب.
في عام 1613 م انتخب المجلس الوطني ميخائيل رومانوف قيصرا لروسيا وكان حفيدا لشقيق انستانسيا، فأصبح أول حاكم لروسيا من سلالة آل رومانوف والذي يعتبر حكمه بداية لإمبراطورية روسيا القيصرية.
كاثرين الثانية ألمانية هي جدة الكسندر الأول الذي هزم نابليون في سنة 1814 م
ومن حكام هذه السلالة الكسندر الثاني وهو الذي أعتق الأرقاء الذين استعبدهم الإقطاعيين للعمل في الأراضي الزراعية.
وصوله للحكم :
آخر قياصرة آل رومانوف حكما هو القيصر نيكولاى الثاني واسمه الكامل نيكولاى الكسندرفيتش رومانوف
ونيكولاى هو الابن الأكبر للقيصر القوي الكسندر الثالث ولكنه عاش طفولة مهذبة ومفعمة بالحساسية
مما صبغ حياته بصبغة من الضعف وقد حكم روسيا من سنة 1894 م إلى 1917 م بدا خلالها القيصر نيقولاي
غير قادر على ضبط الهيجان السياسي ولا على السيطرة على الجيش في الحرب العالمية الأولى
مما أدى إلى هزيمته أمام اليابانيين.
نــهايته :
وبدأ التدهور السياسي في روسيا حتى أجبره الثوار البلاشفة على التنحي في شهر مارس من عام 1917 م.
والحقيقة أن الثوار وعلى رأسهم لينين لم يتحلوا بأخلاق الفروسية مع العائلة القيصرية
ولم يكن لديهم المروءة في معاملة الخصوم فاعدموا العائلة القيصرية في يوليو عام 1918 م في يختنبرع
بطريقة ثار حولها الجدل الكبير حيث روى منفذو مذبحة العائلة القيصرية مناظر بشعة للطريقة التي عوملت بها أسرة القيصر
واستمر إجرام البلاشفة بحق القيصر وعائلته حتى بعد تنفيذ الإعدام حيث أذابوا جثثهم بالأسيد
ومنهم من روى أمورا أخرى تفوق هذا الفعل بشاعة.
وظل مصير الأميرة الصغيرة انستانسيا مجهولا حتى يومنا هذا حيث يقال أنها نجت من كارثة الإعدام الرهيبة.

## فحص دي ان اية يفك لغز أبناء القيصر نيكولاي الثاني

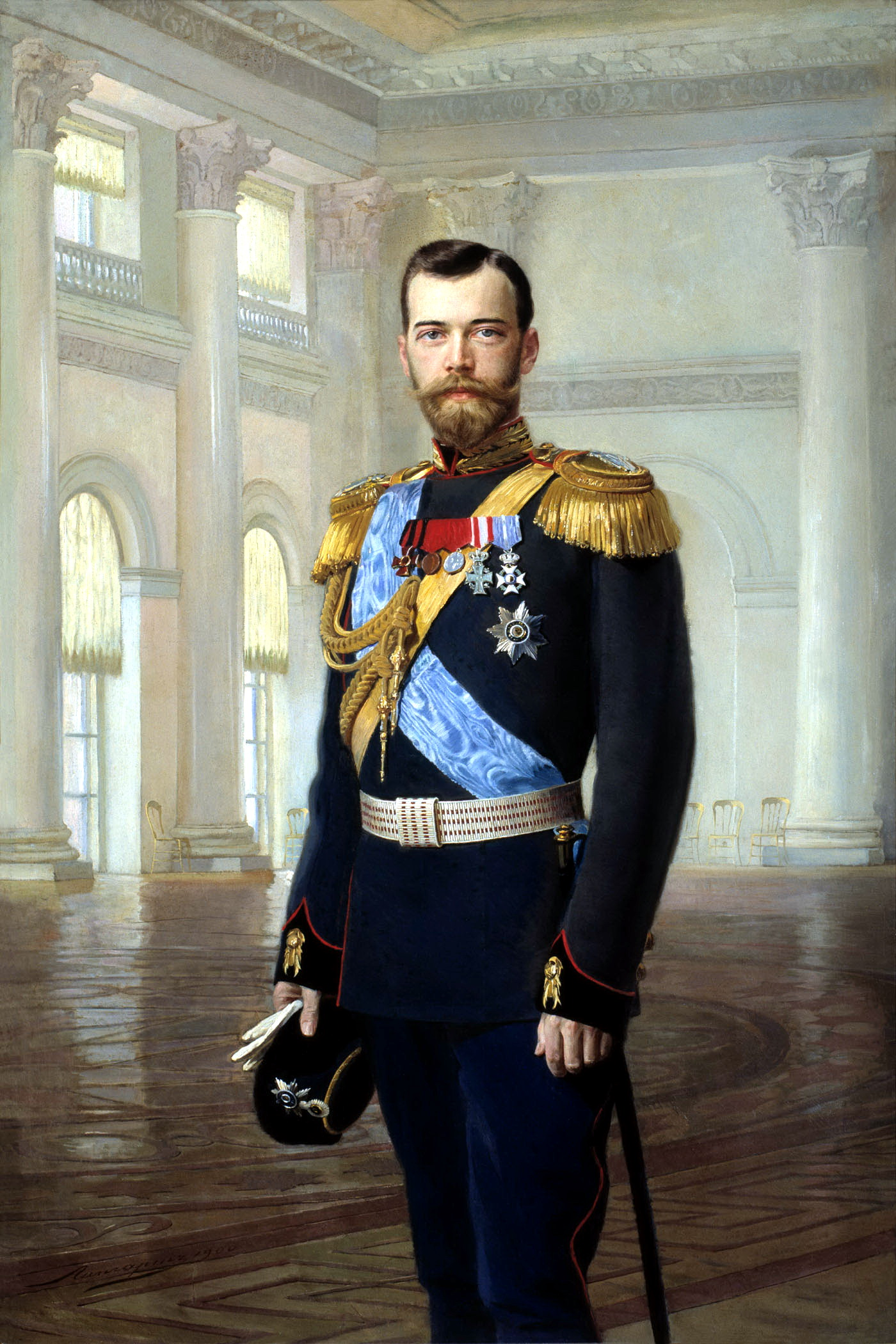
نيقولا الثاني.

استطاع علماء أن يحلوا واحدا من أكثر أسرار القرن العشرين غموضا، إذ أظهر تحليل الحمض النووي (DNA) المأخوذ من شظايا العظام، أن اثنين من أبناء القيصر الروسي نيكولاي، والذين كان يعتقد بأنهما نجيا، قتلا مع بقية أفراد العائلة المالكة خلال الثورة الروسية.
ووجدت بقايا العظام المدافن المؤقتة لأسرة رومانوف خارج مدينة ايكاترينبرغ، في روسيا عام 2007.
أما في عام 2008، فقد استخدم العلماء شظايا العظام والأسنان لتحديد بقايا اثنين من أبناء القيصر نيقولاي الثاني، هما ولي العهد أليكسي (13 عاما)، الابن الوحيد للقيصر ووريث العرش، وأخته الدوقة ماريا (19 عاما).
روابط ذات علاقة
نظام «ثوري» لتحديد الهوية أسرع وأرخص من فحوصات DNA
وأراد الباحثون أن يتأكدوا من نتائج تحليلاتهم من خلال مقارنتها مع الحمض النووي لعدد من أقارب عائلة رومانوف الذين ما يزالوا على قيد الحياة.
وقبل نتائج الحمض النووي هذه، كان كثيرون يعتقدون أن أليكسي وماريا تمكنا من الهروب، لكن أدلة تقدم بها أحد من نفذوا حكم الإعدام بالعائلة المالكة قادت المحققين إلى مكان دفن الطفلين، حيث استخرجت رفاتهما عام 2007.
وكانت هذه الأسرار و«الدراما» المحيطة بأسرة رومانوف موضوع العديد من الكتب والأفلام والبرامج الوثائقية، حتى أن عددا من النساء بادرن إلى الادعاء بأنهن أناستاسيا، الابنة الصغرى للقيصر، مثل آنا أندرسون، التي تبين بعد وفاتها بأنها لا تمت للقيصر بصلة.

## النسب الأبوي
| النسب الأبوي |
| --- |
| النسب الأبوي هو المبدأ الكامن وراء العضوية في الأسر الملكية بحيث يمكن تتبعه عبر الأجيال - مما يعني أنه إذا اخترت نيقولا الثاني إمبراطور روسيا اسم عائلته تاريخيًا بدقة فسيكون سلالة أولدنبورغ ذو الأصول الألمانية، كما أن جميع أسلافه من الذكور من هذه الأسرة. على الرغم من أن نيقولا الثاني اتخذ اسم أسرة رومانوف الروسية، والذي ينتمي إليها من إحدى الجدات، إلا أنه من ناحية النسل الذكوري ينتمي إلى أسرة هولشتاين-غوتورب وبالتالي من سلالة أولدنبورغ. النسب الأبوي لنيقولا الثاني يتبع النسب التي ينحدر منه الأب إلى الابن، بحيث يمكن إرجاع فروع أخرى من ملوك السويد لفترة وجيزة وكذلك دوقات أولدنبورغ الكبار إلى فرع غوتورب، بحيث يمكن تتبع الأصول إلى الفروع لأكثر من 1200 عام حتى عصر نيقولا، تعتبر سلالته واحدة من أقدم الأسر الملكية في أوروبا. 1. إليمار الأول كونت أولدنبورغ؛ ق.1040-1112. 2. إليمار الثاني كونت أولدنبورغ؛ توفي.1142. 3. كريستيان الأول كونت أولدنبورغ؛ توفي.1167. 4. موريتس كونت أولدنبورغ؛ ق.1145-ق.1211. 5. كريستيان الثاني كونت أولدنبورغ؛ توفي.1233. 6. يوهان الأول كونت أولدنبورغ؛ ق.1204-ق.1270. 7. كريستيان الثالث كونت أولدنبورغ؛ توفي.1285. 8. يوهان الثاني كونت أولدنبورغ؛ توفي.1316/14. 9. كونراد الأول كونت أولدنبورغ؛ توفي.1347. 10. كريستيان الخامس كونت أولدنبورغ؛ ق.1342-1399. 11. ديتريش كونت أولدنبورغ؛ ق.1398-1440. 12. كريستيان الأول ملك الدنمارك والنرويج والسويد؛ 1426-1481. 13. فريديريك الأول ملك الدنمارك والنرويج؛ 1471-1533. 14. أدولف دوق هولشتاين-غوتورب؛ 1526-1586. 15. يوهان أدولف دوق هولشتاين-غوتورب؛ 1575-1616. 16. فريدرش الثالث دوق هولشتاين-غوتورب 1597-1659. 17. كريستيان ألبرشت دوق هولشتاين-غوتورب 1641-1695. 18. فريدرش الرابع دوق هولشتاين-غوتورب 1671-1702. 19. كارل فريدرش دوق هولشتاين-غوتورب وريث عرش السويدي1700-1739. 20. بيوتر الثالث إمبراطور روسيا 1728-1762. 21. بافل إمبراطور روسيا 1754-1801. 22. نيكولاي الأول إمبراطور روسيا 1796-1855. 23. ألكسندر الثاني إمبراطور روسيا؛ 1818-1881. 24. ألكسندر الثالث إمبراطور روسيا؛ 1845-1894. 25. نيكولاي الثاني إمبراطور روسيا؛ 1868-1918. |

### الدرع

شعار النبالة الأصغر للإمبراطورية الروسية وشعار النبالة الأصغر للإمبراطور

## الاطفال
| الصورة                                                                         | الاسم                                               | ت الميلاد                                  | ت الوفاه      | ملاحظات                                                           |
| ------------------------------------------------------------------------------ | --------------------------------------------------- | ------------------------------------------ | ------------- | ----------------------------------------------------------------- |
| By ألكسندرا فيودوروفنا (6 يونيو 1872 - 17 يوليو 1918، متزوج في 26 نوفمبر 1894) |                                                     |                                            |               |                                                                   |
|                                                                                | أولغا نيكولايفنا                                    | 15 نوفمبر [بالتقويم القديم: 3 نوفمبر] 1895 | 17 يوليو 1918 | تم اغتيالهم مع والديهم في يكاترينبورغ على يد قادة الثورة البلشفية |
|                                                                                | تاتيانا نيكولايفنا                                  | 10 يونيو [بالتقويم القديم: 29 مايو] 1897   | 17 يوليو 1918 | تم اغتيالهم مع والديهم في يكاترينبورغ على يد قادة الثورة البلشفية |
|                                                                                | الدوقة الكبرى ماريا نيكولايفنا من روسيا (1899–1918) | 26 يونيو [بالتقويم القديم: 14 يوينو] 1899  | 17 يوليو 1918 | تم اغتيالهم مع والديهم في يكاترينبورغ على يد قادة الثورة البلشفية |
|                                                                                | الدوقة الكبرى أناستاسيا نيكولايفنا من روسيا         | 18 يونيو [بالتقويم القديم: 5 يونيو] 1901   | 17 يوليو 1918 | تم اغتيالهم مع والديهم في يكاترينبورغ على يد قادة الثورة البلشفية |
|                                                                                | ألكسي رومانوف                                       | 12 اغسطس [بالتقويم القديم: 30 يوليو] 1904  | 17 يوليو 1918 | تم اغتيالهم مع والديهم في يكاترينبورغ على يد قادة الثورة البلشفية |

## روابط خارجية
- نيقولا الثاني إمبراطور روسيا على موقع IMDb (الإنجليزية)
- نيقولا الثاني إمبراطور روسيا على موقع الموسوعة البريطانية (الإنجليزية)
- نيقولا الثاني إمبراطور روسيا على موقع إن إن دي بي (الإنجليزية)
- نيقولا الثاني إمبراطور روسيا على موقع قاعدة بيانات الفيلم (الإنجليزية)

## الملاحظات
1. ↑  . في القرن التاسع عشر كان الفرق في حساب التقويمين الجريجوري واليولياني 12 يومًا. يشير التعبير "ن.ق." إلى نظام التقويم المستعمل في روسيا وقتها (التقويم اليولياني).
2. ↑  عام 1831، تم عزل الأباطرة الروس من العرش البولندي، ولكن سرعان ما سيطروا على البلاد كجزء من روسيا وألغوا الملكية المنفصلة. رغم ذلك استمر استعمالهم لهذا اللقب. انظر انتفاضة نوفمبر.
3. ↑  ألغي لقب الأمير الأكبر منذ 14 يوليو [ن.ق. 2 يوليو] 1886.
4. ↑  دائمًا ما كان يكتب اللقب الرسمي الكامل وفقًا لصرف لغة الكنيسة السلافية.

| المناصب السياسية    | المناصب السياسية                                      | المناصب السياسية        |
| ------------------- | ----------------------------------------------------- | ----------------------- |
| سبقه ألكسندر الثالث | امبراطور روسيا 1894 - 1918 الامبراطورية الغيت في 1917 | تبعه سيريل فلاديميروفتش |